# Suorat
Suorat, sora (jakuc. cуорат, ros. cуорат) – produkt mleczarski; rodzaj gęstego jogurtu tradycyjnego dla kuchni jakuckiej.

## Charakterystyka
Suorat to rodzaj nabiału uzyskiwanego w wyniku fermentacji mlekowej przy udziale bakterii Lactobacillus delbrueckii ssp. bulgaricus, którego technologia wytwarzania, a tym samym wartość odżywcza, jest bardzo podobna do produkcji jogurtu. Produkt wykazuje podobieństwo również do innych tradycyjnych produktów mlecznych, takich jak ajran, rjażenka czy warieniec.

## Sposób przyrządzania
Tradycyjnie suorat przygotowywano w następujący sposób: do ugotowanego mleka, po jego uprzednim schłodzeniu do temperatury 35–36 °C, dodawano zakwas, a następnie dokładnie mieszano. Całość w zamkniętym naczyniu umieszczano następnie w ciepłym miejscu lub owijano to naczynie watowaną kurtką. Po 5–6 godzinach sprawdzano, czy mleko sfermentowało, a następnie (nie mieszając go) przenoszono je do chłodniejszego pomieszczenia, w którym gotowy suorat może być przez długi czas przechowywany.
Przed podaniem schłodzony suorat miesza się i doprawia odrobiną cukru lub śmietany. Podawany w szklankach lub miseczkach suorat zwykle spożywa się na krótko przed snem, ale można go zjeść również bezpośrednio po obiedzie.
Ze suoratu można przyrządzić również inny tradycyjny jakucki produkt – gęsty twaróg sùùmèh (jakuc. сүүмэх). Suorat produkowany latem z odtłuszczonego mleka i przeznaczony do spożycia zimą, który dzięki długiemu przechowywaniu w piwnicy (niegdyś w ogromnych beczkach z kory brzozowej o pojemności nawet 160–240 litrów) charakteryzuje się wyjątkowo wysoką kwasowością, znany jest natomiast jako tar (jakuc. тар).

## Historia

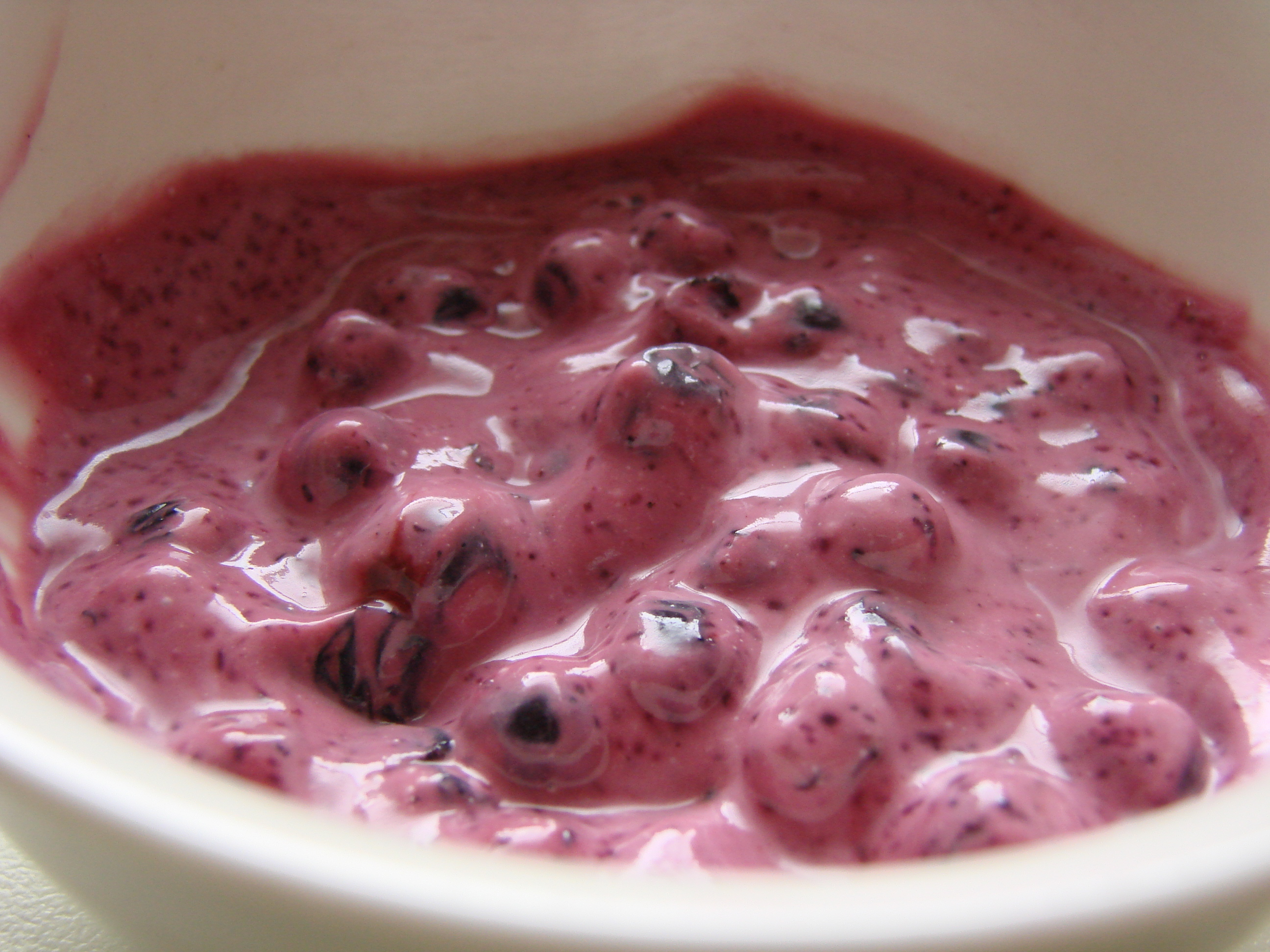
Kùôrčèh – niegdyś częsty dodatek do suoratu

Fermentowane produkty wytwarzane z mleka krowiego oraz kobylego, m.in. suorat, które stanowiły niegdyś nawet 80% wszystkich spożywanych przez Jakutów produktów mlecznych, dzięki swojej wysokiej wartości odżywczej oraz wysokiej kwasowości hamującej rozwój drobnoustrojów i pasożytów przyczyniały się do utrzymania dobrego stanu zdrowia ludności zamieszkującej tę część Syberii. Wpływ pokarmów mlecznych, w tym sory, na wzrost i siłę człowieka wspomniany został nawet w jakuckim eposie Ołoncho.
Dla miejscowej ludności, która zajmowała się głównie hodowlą bydła i koni, sfermentowane produkty mleczne ze względu na łatwość technologii wytwarzania i dostępność składników (mleka) stanowiły podstawę pożywienia i to nie tylko wśród biednych i średniozamożnych mieszkańców, ale także tych najbogatszych. Jakuci często spożywali suorat z różnymi dodatkami, takimi jak śmietana, kùôrčèh (jakuc. күөрчэх; rodzaj produktu mlecznego), truskawki, jagody, mącznica lekarska, schłodzona owsianka czy zioła (wśród nich popularne były szczaw, dzięgiel leśny, lilia złotogłów, młode pędy rabarbaru, starty łączeń baldaszkowy oraz korzeń krwiściągu lekarskiego).
W II połowie XIX wieku część prawosławnych kapłanów, chcąc nawrócić Jakutów na chrześcijaństwo i nauczyć ich uprawy roli, rozpoczęła walkę z tradycją wytwarzania i spożywania suoratu i taru, które uznała za „zepsutą, spleśniałą i absolutnie nieprzydatną żywność”. Miejscowa ludność przeważnie podporządkowywała się tym zaleceniom, przez co już pod koniec XIX wieku w najbardziej zaludnionych południowych regionach Jakucji prawie całkowicie zaprzestano produkcji obu produktów i przechowywania ich na zimę. Na początku XX wieku spożycie taru i suoratu zmniejszyło się o około 90%.